# 黃天鐸
黃天鐸（Johnny Wong Tin-Dok，1953年—2002年4月14日），已故香港無線電視演員，活躍於1985至2002年，亦是推拿及氣功醫師。
黃天鐸生前曾居住在九龍蘇屋邨牡丹樓。曾於香港大學修讀醫科。1987年他在7-11便利店廣告飾演追尋「神秘人」的偵探，其後於長編電視劇《真情》中飾演「雞坤」一角而廣為觀眾所熟悉。2002年4月14日，黃天鐸在武師朋友飲宴中突然昏迷，送往廣華醫院搶救不久證實不治。他生前與離婚多年的前妻育有一子一女。而他逝世前不久也曾因三叉神經線發炎以致出現歪嘴情況。

## 演出作品

### 電視劇（無綫電視）
1988年
- 絕代雙驕 飾 哈哈兒

1989年
- 晉文公傳奇 飾 周襄王
- 萬家傳説 飾 強   盜

1990年
- 燃燒歲月 飾 烏老爺
- 我本善良 飾 肥　金
- 孖仔孖心肝 飾 買家助手
- 人在邊緣 飾 牧　師

1991年
- 男盜女差 飾 肥佬黃
- 情陷特區 飾 老　板
- 怒海孤鴻 飾 陳主任
- 自梳女 飾 亞　成
- 大家族 飾 老　闆

1992年
- 重案傳真 飾 Frankie
- 九反威龍 飾 Ben
- 闔府搶錢 飾 新加坡賭王
- 我愛牙擦蘇 飾 周老板
- 他來自天堂 飾 王先生
- 巨人 飾 醫　生
- 大時代 飾 Ben
- 龍影俠 飾 根　叔

1993年
- 飛星尋龍 飾 攝影師
- 原振俠 飾 Kenny
- 老襯喜相逢 飾 保險主管
- 如來神掌再戰江湖 李四/阿下
- 居者冇其屋 飾 歐　陽
- 龍兄鼠弟 飾 職　員
- 天倫 飾 John
- 馬場大亨 飾 Ray

1994年
- 獨臂刀客 飾 戴師兄
- 射鵰英雄傳 飾 韓寶駒
- 清宮氣數錄 飾 穆　蔭
- 再見亦是老婆 飾 基
- 親恩情未了 飾 麻雀館客人
- 阿Sir早晨 飾 彭　生
- 刑事偵緝檔案 飾 Stephen
- 新父子時代 飾 Patrick
- 金毛獅王 飾 元將軍

1995年
- 真情 飾 雞　坤（1995-1999）
- O記實錄 飾 Ben
- 金牙大狀（貳） 飾劉狀師
- 神鵰俠侶 飾 人廚子
- 一切從失蹤開始 飾 肥　福

1996年
- O記實錄II 飾 Ben Yip
- 英雄貴姓 飾 藥　王
- 十三密殺令 飾 豬殺手（無常豬）
- 笑傲江湖 飾 游　迅
- 西遊記 飾 土　地

1997年
- 鑑證實錄 飾 余醫生
- 迷離檔案 飾 Ray
- 香港人在廣州 飾 Gordon
- 大鬧廣昌隆 飾 電台台長

1998年
- 聊齋（貳） 飾 客　人
- 妙手仁心 飾 王兆基
- 鹿鼎記 飾 盧一峰
- 鑑證實錄II 飾 余醫生
- 西遊記（貳） 飾 土地
- 陀槍師姐 飾 黃Sir
- 外父唔怕做 飾 劉先生

1999年
- 衝上人間
- 金玉滿堂 飾 大臣
- 狀王宋世傑 飾 王百萬
- 反黑先鋒 飾 阿武
- 先生貴性 飾 李醫生
- 狀王宋世傑（貳） 飾 李大富
- 茶是故鄉濃 飾 地保吉叔
- 創世紀 飾 沈威廉
- 騙中傳奇

2000年
- 楊貴妃 飾 楊玄珪
- 碧血劍 飾 牛金星
- 新鮮人 飾 冼有年
- 金裝四大才子
- 夢想成真 飾 林Sir

2001年
- 娛樂反斗星 飾 雲友
- 倚天屠龍記 飾 圓音
- 美味情緣 飾 梁海富
- 七姊妹 飾 豬肉小販
- 酒是故鄉醇 飾 方老闆
- 皆大歡喜 飾 祥
- 肥婆奶奶扭計媳 飾 陳主任
- 封神榜 (2001年電視劇) 飾 梅　伯
- 陀槍師姐III 飾 邱先生

2002年
- 皆大歡喜 飾 曾員外/黃百萬/御廚
- 騎呢大狀 飾 師爺
- 七號差館 飾 江老師
- 鄭板橋 飾 畫商
- 情事緝私檔案
- 烈火雄心II 飾 傢俬店員

### 電影
1986年
- 午夜麗人

1987年
- 富貴逼人
- 呷醋大丈夫
- 江湖情
- 城市麗人

1988年
- 精裝追女仔之2
- 刑警本色
- 拳霸天下
- 奸人本色
- 夜瘋狂
- 大男人小傳
- 富貴開心鬼

1990年
- 衰鬼撬牆腳 飾 阿　鐸
- 特警90 II 之亡命天涯

1991年
- 豪門夜宴
- 情聖

1992年
- 偷神家族
- 我來自北京
- 八仙飯店之人肉叉燒包 飾 飯店老主顧
- 警花肉搏強姦黨
- 男與女

1997年
- 呢個乜野場

1998年
- 新羔羊醫生

1999年
- 千年古劍
- 黑社會檔案之黑金帝國

2000年
- 賤男人週記
- 騷根戇男
- 赤裸紅唇
- 大踢爆
- 火爆刑警

2001年
- 童黨2001 飾 議　員

## 政府宣傳片
- 1985年：度量衡十進制委員會

## 外部連結
- 香港影庫 黃天鐸 （页面存档备份，存于）